# 琉璃場駅
琉璃場駅（るりじょうえき、中国語：琉璃场站、英語：Liulichang Station）は中国四川省成都市錦江区晨輝東路にある、成都地下鉄6号線及び成都地下鉄7号線の駅。

## 歴史
- 2017年12月6日 - 7号線の駅として開業[1]
- 2020年12月18日 6号線の開業により、乗り換え駅となる[2]。

## 駅構造

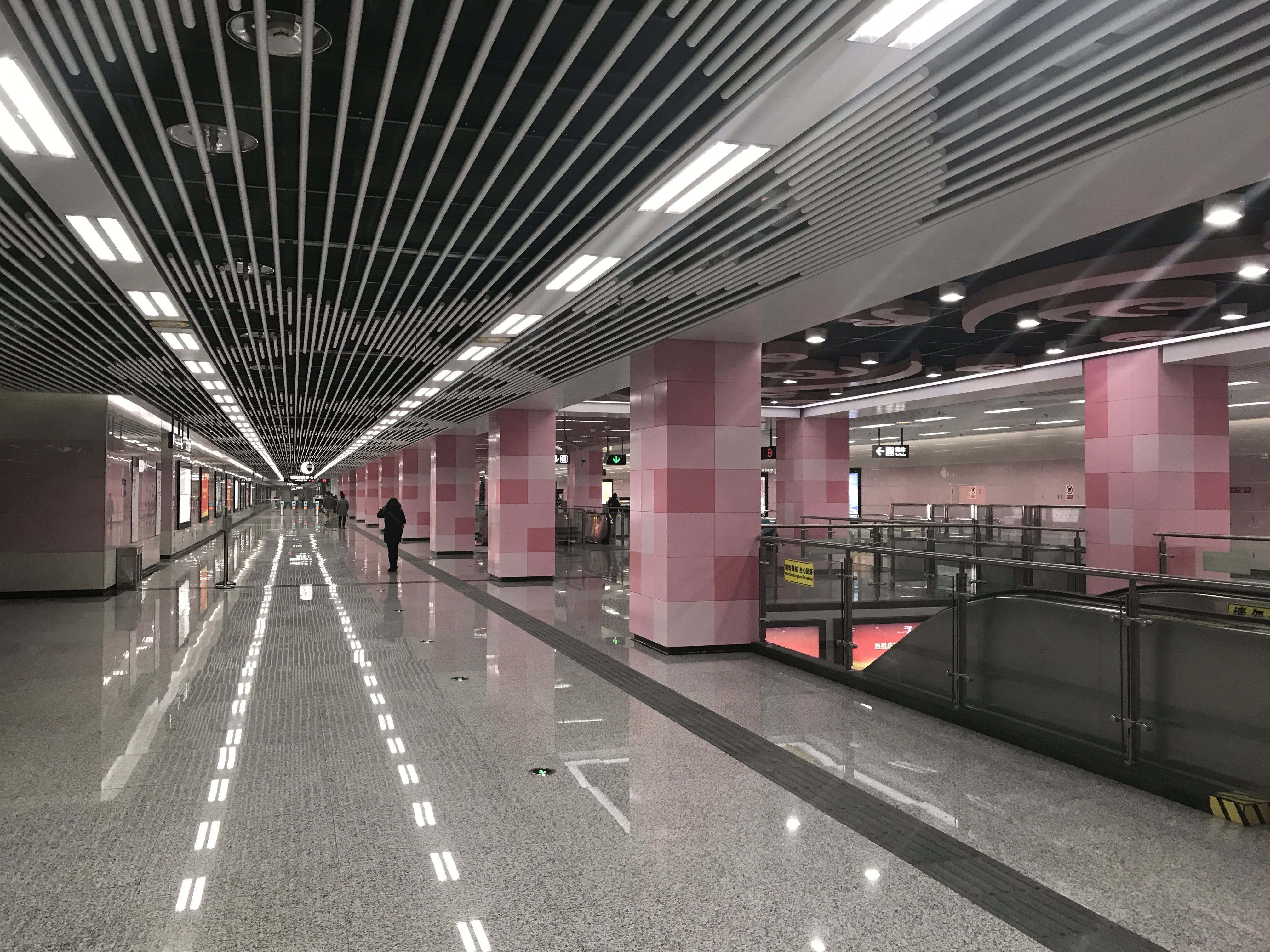
一階通路
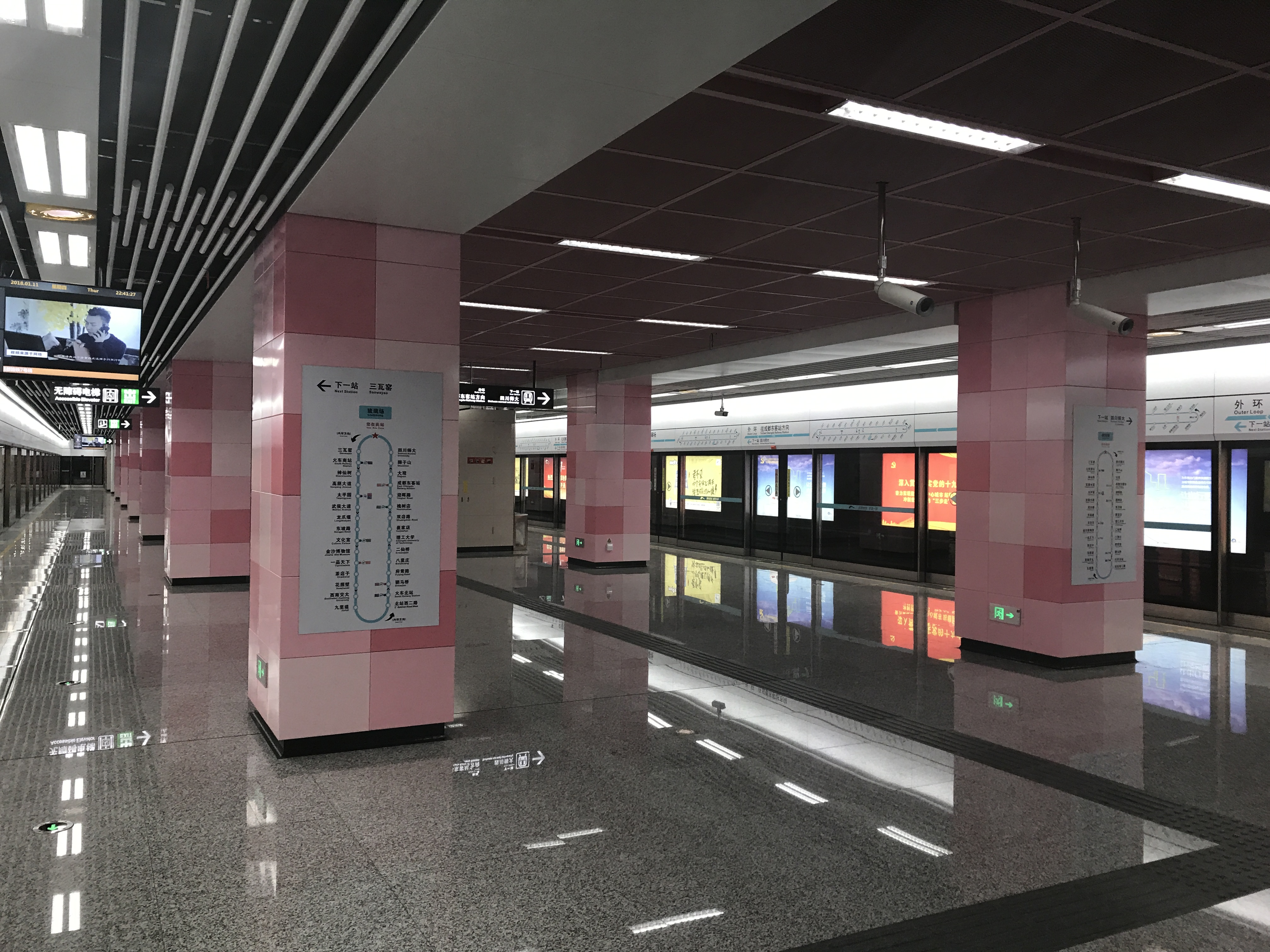
7号線のホーム

島式ホーム1面2線の地下駅。
| 地上      |                                 | 出入口                            |  |
| 地下 一階 | 駅ロビー                        | 安全検査、券売機、駅売店          |  |
| 地下 二階 |                                 | ■7号線 外回り （次の駅:四川師大） |  |
| 地下 二階 | 島式ホーム                      |                                   |  |
| 地下 二階 | ■7号線 内回り （次の駅:三瓦窯） |                                   |  |
| 地下 三階 |                                 | ■成都地下鉄6号線                  |  |

- 一階通路
- 7号線のホーム

## 出入口
出入口は3つある。
|                                         |      |          |                                            |
| 出入口番号                              | 設備 | 場所     | 出入口番号                                 |
| 出口 · A                                |      | 晨輝東路 | 金象花園、康郡北区                         |
| 出口 · C                                |      | 晨輝東路 | 成都市社会科学院、金象花園                 |
| 出口 · D                                |      | 晨輝東路 | 金象嘉園、彩蝶花園、成都七中嘉祥外国語学校 |
| 注： エレベーター 車椅子の昇降台 トイレ |      |          |                                            |

## 隣の駅
成都地下鉄
■7号線
四川師大駅 - 琉璃場駅  - 三瓦窯駅
■6号線
東光 - 琉璃場駅 - 琉三路